# 十三錦市松
十三錦 市松（とみにしき いちまつ、1911年12月8日 - 1983年6月10日 ）は、三重県南牟婁郡紀宝町出身で出羽海部屋に所属した大相撲力士。本名は寺尾 市松（てらお いちまつ）。最高位は東前頭7枚目。身長173cm、体重97kg。得意技は左四つ、寄り、押し。

## 経歴
出羽海部屋に入門して1929年9月場所で初土俵を踏む。当初は順調に番付を上げ、将来を嘱望された。初めて幕下に上がった1932年1月に春秋園事件が勃発。順延となった2月場所は3日目まで出場して翌日から休場。翌3月場所は全休。場所後天竜率いる新興力士団に加わった。関西角力協会時代は弓取りをつとめた。1938年1月場所に三段目筆頭格で復帰。その後は新十両の場所（1939年1月場所）を負け越しただけで1940年5月場所に新入幕を果たした。以降幕内中堅で活躍した。一気に押しまくる取り口だった。1943年1月場所3日目から休場。翌5月場所十両に落ちて3勝12敗と大きく負け越して廃業した。1983年6月10日死去。

## 主な成績
- 通算成績：111勝96敗12休　勝率.536
- 幕内成績：36勝42敗12休　勝率.462
- 現役在位：22場所
- 幕内在位：6場所
- 各段優勝
- 序ノ口優勝：1回（1930年3月場所）

### 場所別成績
| 1929年 （昭和4年） | x                   | x                       | x                       | （前相撲）         |
| 1930年 （昭和5年） | 東序ノ口12枚目 4–2  | 東序ノ口12枚目 優勝 5–1 | 東序二段13枚目 5–1      | 東序二段13枚目 4–2 |
| 1931年 （昭和6年） | 西三段目17枚目 2–4  | 西三段目17枚目 3–3      | 西三段目24枚目 4–2      | 西三段目24枚目 5–1 |
| 1932年 （昭和7年） | 西幕下15枚目 1–2–4  | x                       | x                       | x                  |
| 1933年 （昭和8年） | x                   | x                       | x                       | x                  |
| 1934年 （昭和9年） | x                   | x                       | x                       | x                  |
| 1935年 （昭和10年） | x                   | x                       | x                       | x                  |
| 1936年 （昭和11年） | x                   | x                       | x                       | x                  |
| 1937年 （昭和12年） | x                   | x                       | x                       | x                  |
| 1938年 （昭和13年） | 三段目付出筆頭 10–3 | x                       | 西幕下8枚目 6–1         | x                  |
| 1939年 （昭和14年） | 西十両5枚目 4–9     | x                       | 東十両13枚目 8–7        | x                  |
| 1940年 （昭和15年） | 西十両3枚目 11–4    | x                       | 西前頭15枚目 8–7        | x                  |
| 1941年 （昭和16年） | 東前頭13枚目 9–6    | x                       | 東前頭7枚目 6–9         | x                  |
| 1942年 （昭和17年） | 西前頭7枚目 4–11    | x                       | 西前頭13枚目 8–7        | x                  |
| 1943年 （昭和18年） | 東前頭15枚目 1–2–12 | x                       | 西十両6枚目 引退 3–12–0 | x                  |
| 各欄の数字は、「勝ち-負け-休場」を示す。 優勝 引退 休場 十両 幕下 三賞：敢=敢闘賞、殊=殊勲賞、技=技能賞 その他：★=金星 番付階級：幕内 - 十両 - 幕下 - 三段目 - 序二段 - 序ノ口 幕内序列：横綱 - 大関 - 関脇 - 小結 - 前頭（「#数字」は各位内の序列） |                     |                         |                         |                    |

### 幕内対戦成績
| 力士名   | 勝数 | 負数 | 力士名   | 勝数 | 負数 | 力士名 | 勝数 | 負数 | 力士名 | 勝数 | 負数 |
| -------- | ---- | ---- | -------- | ---- | ---- | ------ | ---- | ---- | ------ | ---- | ---- |
| 青葉山   | 2    | 2    | 旭川     | 1    | 0    | 大熊   | 0    | 1    | 大ノ森 | 1    | 1    |
| 小戸ヶ岩 | 1    | 1    | 柏戸     | 0    | 2    | 桂川   | 2    | 1    | 金湊   | 1    | 1    |
| 清美川   | 2    | 1    | 九ヶ錦   | 1    | 3    | 小嶋川 | 1    | 0    | 小松山 | 0    | 2    |
| 佐賀ノ花 | 1    | 2    | 佐渡ヶ嶋 | 1    | 1    | 鯱ノ里 | 3(1) | 1    | 楯甲   | 2    | 0    |
| 玉ノ海   | 1    | 2    | 鶴ヶ嶺   | 1    | 0    | 照國   | 0    | 2    | 輝昇   | 0    | 1    |
| 冨ノ山   | 1    | 0    | 巴潟     | 0    | 1    | 名寄岩 | 2    | 0    | 錦谷   | 1    | 0    |
| 羽黒山   | 0    | 2    | 盤石     | 1    | 2(1) | 備州山 | 3    | 0    | 二瀬川 | 1    | 2    |
| 双葉山   | 0    | 2    | 双見山   | 1    | 0    | 松浦潟 | 0    | 4    | 若潮   | 1    | 1    |
| 若浪     | 1    | 0    | 若港     | 2    | 1    |        |      |      |        |      |      |